# Almoalabe ibne Abi Sufra
Moalabe ibne Abi Sufra (em árabe: المهلّب بن أبي صفرة الأزدي; romaniz.: Al-Muhallab ibn Abi Sufra), também conhecido como Abuçaíde (em árabe: أبو سعيد; romaniz.: Abu Sa'id; ca. 632 (1393 anos)-fevereiro de 702, Coração), foi um guerreiro e general árabe azedita, originalmente de Diba (nos atuais Omã e Emirados Árabes Unidos). Foi um importante participante nos eventos políticos de seu tempo e assuntos de muitos poetas. É também reconhecido como progenitor da tribo dos saiditas, cujos membros são a casa reinante do Omã da dinastia Abuçaíde desde o século XVIII.

## Vida
Moalabe primeiro serviu sob o califa Moáuia I (r. 661–680), fazendo campanha na Ásia Setentrional e invadindo o país entre Cabul e Multam. Depois, foi estacionado nas províncias orientais, conduzindo operações contra a cidade asiática central de Samarcanda pelos governadores do Coração, no nordeste do atual Irã. Logo após a morte de Moáuia em 680, o mundo islâmico foi convulsionado por guerras civis e nesse tempo Moalabe desertou os omíadas e aliou-se ao anti-califa Abedalá ibne Zobair, que confiou-lhe a missão de suprimir as rebeliões carijitas dos azaricas no Iraque; Baçorá subsequentemente ficou conhecida como Baçorá Moalabe (Basra al-Muhallab). Em 698, foi feito governador do Coração por Alhajaje ibne Iúçufe até sua morte quando foi sucedido por seu filho Iázide ibne Almoalabe. A ascensão dos moalábidas e os azeditas omanianos (Omani Azd) no Coração e Baçorá está relacionado a aliança com os rebiaítas contra os modaritas.